# 권은솜
권은솜(1990년 11월 13일 ~ )은 WK리그의 수원 FC와 대한민국 여자 축구 대표팀에서미드필더로 활약하는 대한민국의 여자 축구 선수이다.